# Francis Asbury
Francis Asbury (Handsworth, Birmingham, 20 de agosto de 1745 — Condado de Spotsylvania, Virgínia, 31 de março de 1816) foi um dos dois primeiros bispos da Igreja Metodista Episcopal nos Estados Unidos (o outro foi Thomas Coke).

## Juventude
Asbury nasceu em Hamstead Bridge na paróquia de Handsworth, perto de Birmingham, em Staffordshire, Inglaterra. Seus pais eram pobres, e aos quatorze anos de idade, depois de um breve período de estudos na escola da aldeia de Barre, foi trabalhar como aprendiz de um fabricante de fivelas para cintos. É provável que seus pais estivessem entre os primeiros convertidos dos avivacionistas na Inglaterra, uma vez que Francis se converteu ao Metodismo aos treze anos de idade, e aos dezesseis se tornou um pregador local. Era um orador simples, fluente, e fez tamanho sucesso que, em 1767, o próprio John Wesley, o nomeou ministro itinerante regular.

## América
Em 1771, Asbury se ofereceu para a obra missionária nas colônias americanas. Quando desembarcou na Filadélfia em outubro de 1771, os convertidos ao Metodismo, que haviam emigrado para as colônias três anos antes, não somavam mais de trezentos.
Asbury infundiu vida nova ao movimento metodista, e dentro de um ano, a adesão das várias congregações mais do que dobrou. Em 1772  foi nomeado por John Wesley "assistente geral" no comando da missão religiosa nos Estados Unidos, e embora fosse substituído por um pregador mais antigo, Thomas Rankin (1738-1810), em 1773, permaneceu praticamente no controle do movimento. Após a eclosão da Guerra da Independência, os metodistas, que já somavam milhares de adeptos, caíram, injustamente, sob a suspeita de serem leais ao Reino da Grã-Bretanha, principalmente por causa da recusa de fazerem o juramento previsto, e muitos de seus ministros, incluindo Thomas Rankin, retornaram para a Inglaterra. Asbury, porém, sentindo suas obrigações e deveres para com os colonos, permaneceu no seu posto e, apesar de muitas vezes ser ameaçado, e uma vez chegou até a ser preso, continuou a sua pregação itinerante. Contudo, a hostilidade das autoridades de Maryland, mais tarde, levou-o para o exílio em Delaware, onde permaneceu em silêncio, mas não na ociosidade, por dois anos.

## Igreja Metodista Episcopal dos Estados Unidos

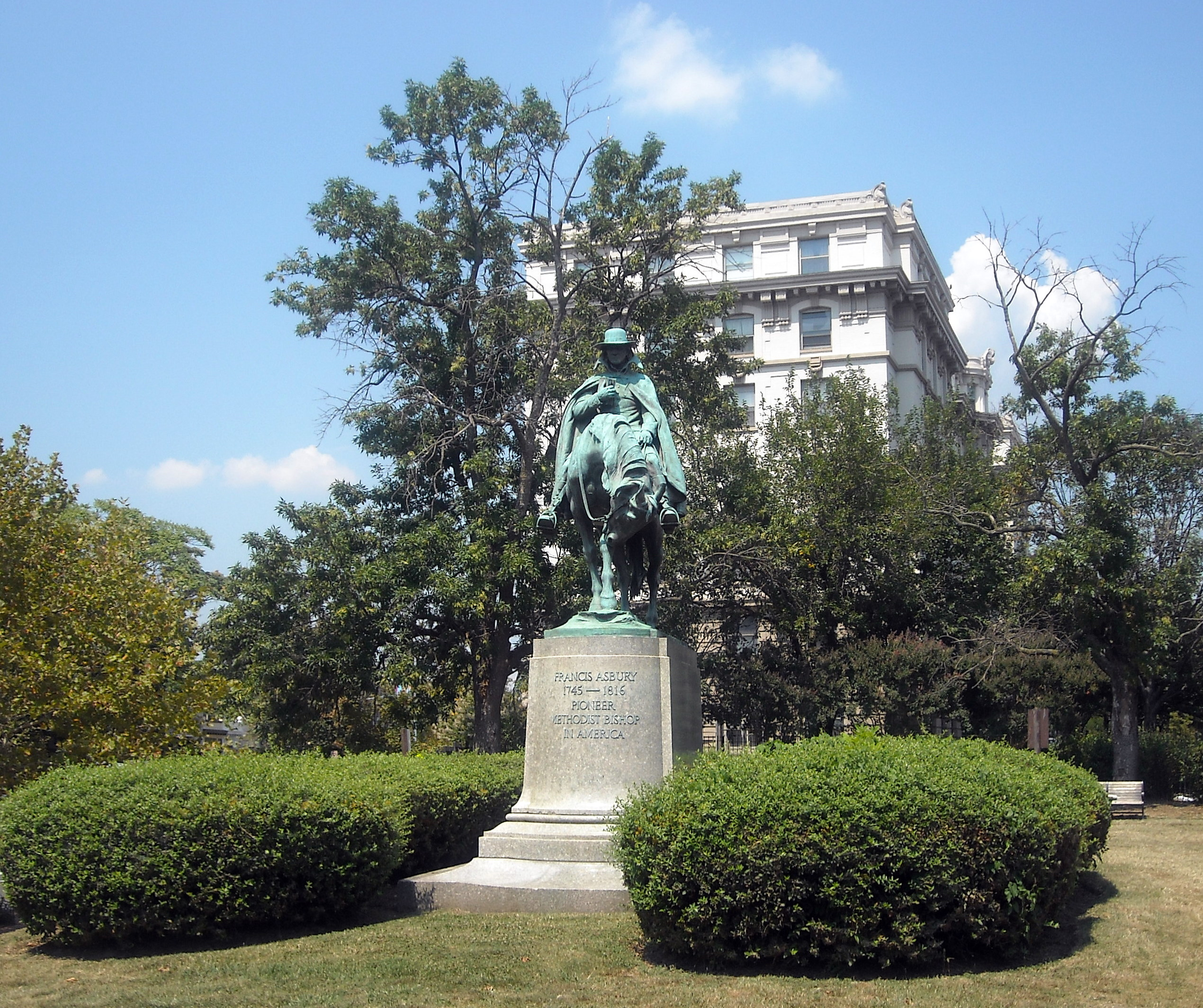
O Francis Asbury Memorial, em Noroeste de Washington, D.C.

Em 1782 Asbury foi reconduzido à tarefa de supervisionar os assuntos das congregações metodistas nos Estados Unidos. Em 1784, John Wesley, desrespeitando a autoridade da Igreja Anglicana, tomou uma atitude radical ao nomear o reverendo Thomas Coke ( 1747-1814 ) e Francis Asbury superintendentes ou "bispos" da Igreja nos Estados Unidos. Coke foi ordenado em Bristol, na Inglaterra, em setembro, e no dezembro seguinte, em uma conferência das igrejas na América, em Baltimore, ele ordenou e consagrou Asbury, que se recusou a aceitar o cargo até que a escolha de Wesley fosse ratificada pela conferência.
A partir desta conferência é que se considera a real criação da Igreja Metodista Episcopal dos Estados Unidos. Para a edificação desta Igreja,  Asbury dedicou o restante de sua vida, trabalhando com incansável dedicação e vigor. Em 1785, em Abingdon, Maryland, assentou a pedra fundamental do Cokesbury College, um projeto de Coke e o primeiro colégio metodista episcopal nos Estados Unidos. Em 1795 um incêndio destruiu o prédio do colégio, e ele foi transferido para Baltimore, onde em 1796, depois de outro incêndio, encerrou suas atividades. Em 1816 foi sucedido pelo Asbury College, que funcionou por cerca de quinze anos.

## Pai do Metodismo Americano
Ao final de cada ano Asbury havia percorrido uma grande área, principalmente a cavalo, fazendo suas pregações. O maior testemunho de seu trabalho, que deu a ele o título de "Pai do Metodismo Americano", foi o grande aumento do número de fiéis, inicialmente constituído de pequenos grupos espalhados de cerca de trezentos convertidos e de quatro pregadores, em 1771, evoluindo para uma Igreja completamente organizada de 214 mil membros e mais de 2 mil ministros por ocasião de sua morte, que ocorreu em Spottsylvania, Virgínia, em 31 de março de 1816.

## Leituras adicionais
- «O website oficial de Francis Asbury.» (em inglês). Contém um índex de A-Z dos locais e pessoas mencionadas em seus diários.
- «Trailblazin' Bishop: The Francis Asbury Story» (em inglês). . Biografia de Francis Asbury.
- «Bishop Asbury Cottage» (em inglês). História no website da BBC sobre a casa de Francis Asbury
- «Francis Asbury» (em inglês). Biografia sobre no Find-A-Grave
- Journal and Letters of Francis Asbury (1958) por Francis Asbury (ISBN 0-687-20581-6)
- American Saint: Francis Asbury and the Methodists (Oxford University Press, 2009) por John H. Wigger (ISBN 0-195-38780-5)
- Taking Heaven by Storm: Methodism and the Rise of Popular Christianity in America, 1770-1820 (Oxford University Press, 1998) por John H. Wigger (ISBN 0-195-10452-8)
- America's Bishop: The Life of Francis Asbury (2003) by Darius Salter (ISBN 1-928915-39-6)
- The Story of American Methodism: A History of the United Methodists and Their Relations (1974) por Frederick Abbott Norwood (ISBN 0-687-39641-7)
- The Heritage of American Methodism (1999) por Kenneth Cain Kinghorn (ISBN 0-687-05500-8)
- From Wesley to Asbury: Studies in Early American Methodism (1976) por Frank Baker (ISBN 0-8223-0359-0)
- Eliza Asbury - her cottage and her son por David Hallam (ISBN 1858582350
- Wilson, James Grant; Fiske, John, eds. (1900). "Asbury, Francis". Appletons' Cyclopædia of American Biography. Nova York: D. Appleton